# Ліель Абада
Ліель Абада (івр. ליאל אבדה, нар. 3 жовтня 2001) — ізраїльський футболіст, нападник і вінгер шотландського «Селтіка».

## Клубна кар'єра
Вихованець «Маккабі» (Петах-Тіква). 15 січня 2019 року дебютував у першій команді в грі Кубка Ізраїлю проти клубу «Хакоах Маккабі Амідар» (4:1), вийшовши на заміну на 63 хвилині. А вже за кілька днів, 19 січня, юний футболіст дебютував і у чемпіонаті країни в матчі проти «Хапоеля» (Беер-Шева), замінивши на 80 хвилині івуарійця Дідьє Броссу. До кінця сезону Абада зіграв ще в одному матчі чемпіонату, але команда посіла передостаннє місце і вилетіла з вищого дивізіону. У Лізі Леуміт молодий нападник отримав більше шансів і швидко став основним гравцем, зігравши за сезон 2019/20 29 ігор у чемпіонаті й забив 8 голів, допомігши команді посісти 1 місце та повернутись в еліту. Там футболіст продовжив стабільно виходити на поле, забивши 4 голи у 13 іграх першої частини сезону 2020/21.

## Кар'єра у збірній
13 лютого 2017 року Абада дебютував у збірній Ізраїлю до 16 років в товариській грі проти однолітків з Чехії (5:3), а з літа став виступати за збірну до 17 років. У її складі був учасником юнацького чемпіонату Європи 2018 року в Англії, на якому зіграв у всіх трьох іграх, а ізраїльтяни програвши всі три гри не вийшли в плей-оф. Надалі грав за збірні до 18 та 19 років.
21 вересня 2020 року у віці 18 років дебютував у складі молодіжної збірної Ізраїлю в матчі відбору на молодіжне Євро-2021 проти Фарер (1:3)

## Титули і досягнення
- Володар Кубка шотландської ліги (2):

«Селтік»: 2021-22, 2022-23
- Чемпіон Шотландії (2):

«Селтік»: 2021-22, 2022-23
- Володар Кубка Шотландії (1):

«Селтік»: 2022-23